# Desastres em 1992
Nesta página encontrará referências aos desastres ocorridos durante o ano de 1992.

## Março
- 18 de Março - Tragédia da Vila Barraginha em Contagem, Minas Gerais.

## Abril
- 22 de abril - Uma série de explosões ocorre em Guadalajara, Jalisco, México deixando 206 mortos e mais de 500 feridos.

## Outubro
- 2 de Outubro - Massacre do Carandiru, em São Paulo.

- 4 de outubro - Um Boeing 747 de carga da El Al, depois de deixar o aeroporto de Schiphol, colide com blocos de apartamentos em Amesterdão; 47 pessoas morrem, 43 em solo e os quatro tripulantes do avião.

## Novembro
- 20 de Novembro - Um incêndio danifica o Castelo de Windsor na Inglaterra.